# Vidră africană fără gheare
Vidra africană fără gheare (Aonyx capensis) este o specie de vidră găsită în majoritatea Africii Subsahariene.

## Taxonomie
Vidra africană fără gheare a fost descrisă științific pentru prima oară de către Heinrich Rudolf Schinz⁠(en)[traduceți] în 1821. Face parte din genul Aonyx. Ediția a treia a Mammal Species of the World listează șase subspecii pentru vidra africană fără gheare (Aonyx capensis):
- A. c. capensis⁠(en)[traduceți] (Schinz, 1821)
- A. c. congica (Lönnberg, 1910)
- A. c. hindei (Thomas, 1905)
- A. c. meneleki (Thomas, 1903)
- A. c. microdon (Pohle, 1920)
- A. c. philippsi (Hinton, 1921)

A. c. congica este acum considerată a fi o specie separată, Aonyx congicus.

## Descriere

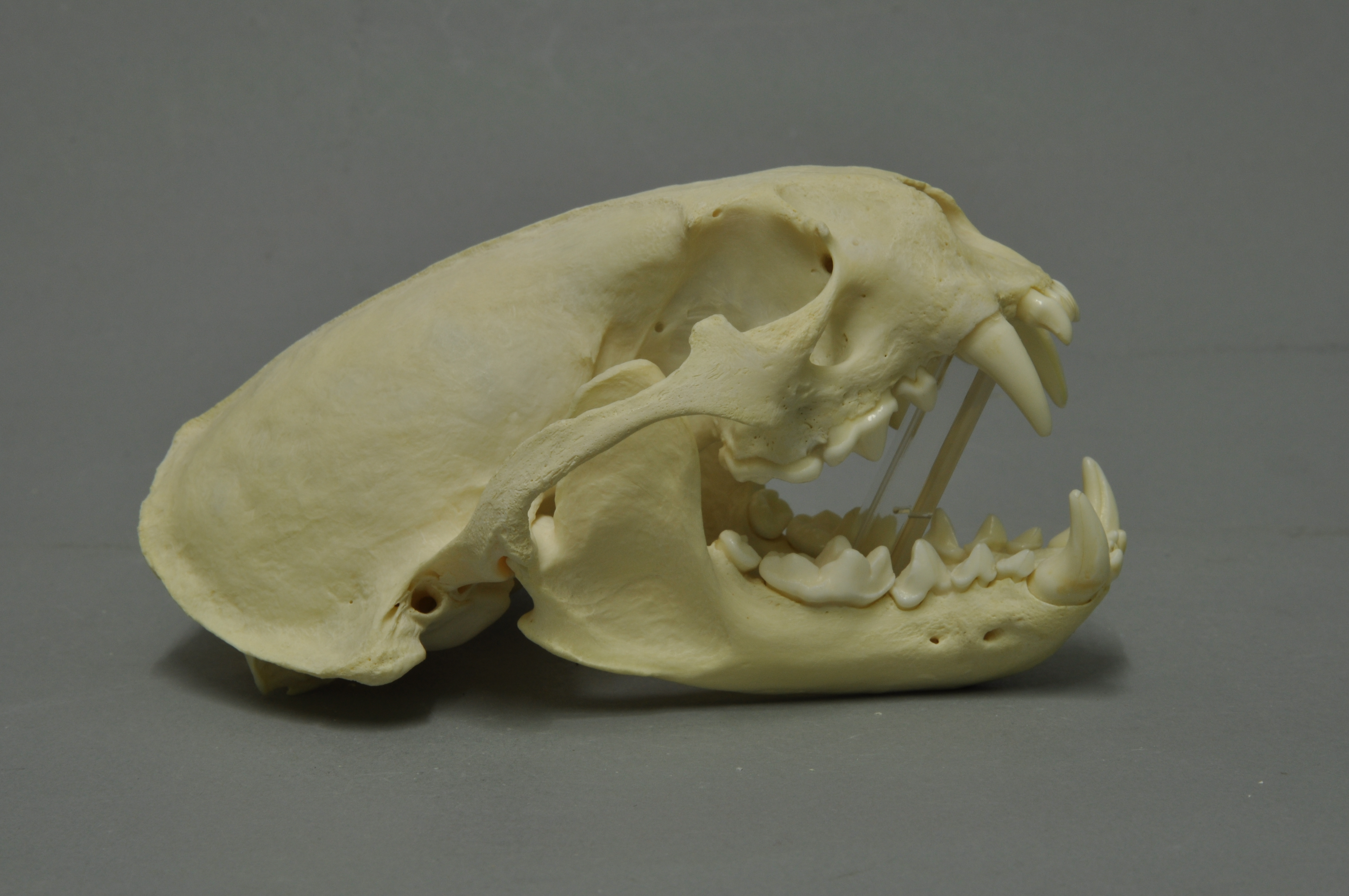
Craniu de vidră africană fără gheare

Vidra africană fără gheare este o specie de mărime medie, cu blana de pe partea dorsală de culoare brună închis. Părul lânos este alb sau de un alb impur. Lungimea capului plus cea a trunchiului este de 113–138 cm la masculi și de 114–133 cm la femele, iar cea a cozii de 44,5–57 cm la masculi și de 45–49,5 cm la femele. Labele picioarelor din spate sunt înzestrate cu unghii rudimentare și cu membrană interdigitală⁠(en)[traduceți] pe parcursul a jumătate din lungimea lor, iar membrana interdigitală a labelor din față, care sunt lipsite de gheare, este dificil de observat. Creierul este mare relativ cu cât este corpul, iar craniul este încăpător. Primul premolar superior fie nu există, fie există numai pe o singură parte. Rinariumului⁠(en)[traduceți] are marginea de sus fie rotunjită, fie ușor în formă de „V”.

## Răspândire și habitat

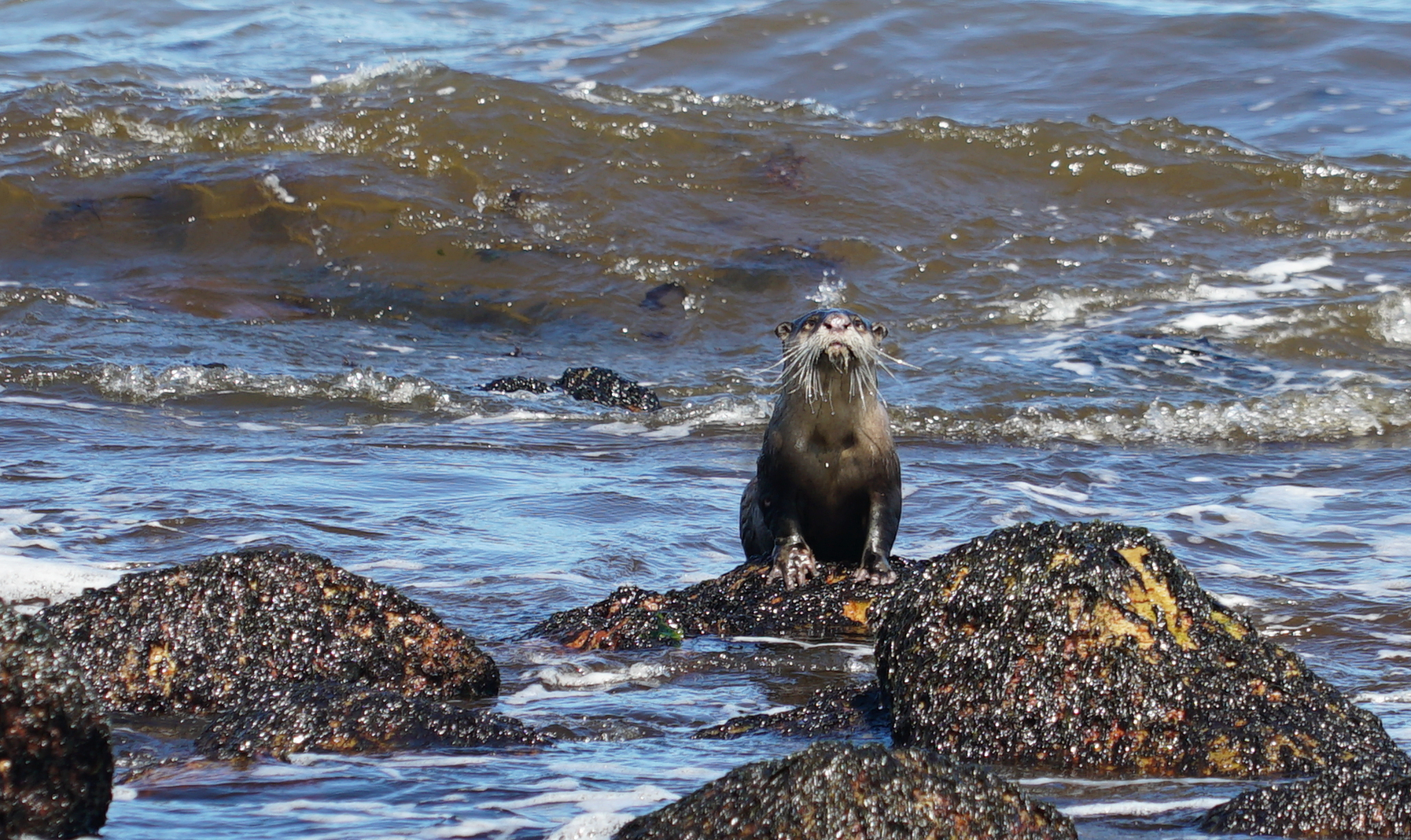
Vidră africană fără gheare la gura unui râu de pe coasta Africii Sudice

Pornind din Senegal și Mali, arealul vidrei africane fără gheare trece prin majoritatea Africii Occidentale până în Sudan și Etiopia și apoi înspre sud prin Africa Răsăriteană până în Western Cape, Africa de Sud. În Bazinul Congo⁠(en)[traduceți] sunt înlocuite de Aonyx congicus. Este specia cu cea mai largă răspândire africană dintre toate speciile de vidre. Vidra africană fără gheare populează inclusiv habitate riverane și habitate marine (atâta vreme cât are acces și la apă dulce). Se îndepărtează rareori de apă, fiind predominant acvatică. A fost înregistrată și în medii urbane și în râuri foarte poluate și cu nivel ridicat de eutrofizare.

## Comportament și ecologie
Unele vidre africane fără gheare trăiesc în perechi sau în grupuri de familie mici, însă cele mai multe duc o viață solitară. Sunt specializate pe consumul de crabi. Dieta lor include și pești, broaște, insecte, anzeriforme și mamifere mici (de exemplu, chițcani și rozătoare). Gestația durează 60–64 de zile, iar puii își deschid ochii la vârsta de în jur de patru săptămâni.

## Stare de conservare
Degradarea ecosistemelor cu apă dulce reprezintă pericolul principal care amenință vidrele africane fără gheare. În unele zone, oamenii ucid vidre africane fără gheare pentru piele și alte părți corporale, pentru că a le consideră vinovate de uciderea păsărilor de curte și de distrugerea plantelor tinere de porumb sau din cauza concurenței pe pește. Vidra africană este listată în Anexa II a CITES cu excepția populațiilor din Camerun și Nigeria, care sunt listate în Anexa I, iar pe Lista roșie a IUCN este listată drept aproape amenințată⁠(en)[traduceți]. Arealul său include câteva arii protejate.